# Furukawa Electric Soccer Club 1988-1989
Questa voce raccoglie le informazioni riguardanti il Furukawa Electric Soccer Club nelle competizioni ufficiali della stagione 1988-1989.

## Stagione
Confermata la rosa della stagione precedente senza alcuni elementi della vecchia guardia (si ritirarono Yasuhiko Okudera e Yoshikazu Nagai), il Furukawa Electric subì due precoci eliminazioni dalle coppe, dove fu eliminato da squadre iscritte alla seconda divisione. In campionato la squadra si rivelò discontinua nel rendimento, oscillando tra le posizioni di classifica medio-bassa fino al sesto posto finale.

## Maglie e sponsor
Le maglie, prodotte dalla Asics, recano sulla parte anteriore la scritta Furukawa.
| Manica sinistra · Manica sinistra · Maglietta · Maglietta · Manica destra · Manica destra · Pantaloncini · Calzettoni | Manica sinistra · Maglietta · Manica destra · Pantaloncini · Calzettoni |  |

## Rosa
| N. |                     | Ruolo | Calciatore        |
| -- | ------------------- | ----- | ----------------- |
| 5  | Giappone (bandiera) | D     | Hisashi Kaneko    |
|    | Giappone (bandiera) | P     | Yoshio Katō       |
|    | Giappone (bandiera) | P     | Takashi Sekiichi  |
|    | Giappone (bandiera) | D     | Kazuya Igarashi   |
|    | Giappone (bandiera) | D     | Takeshi Okada     |
|    | Giappone (bandiera) | D     | Masanori Kizawa   |
|    | Giappone (bandiera) | D     | Hiroshi Kobayashi |
|    | Giappone (bandiera) | D     | Masayuki Miura    |

| N. |                     | Ruolo | Calciatore       |
| -- | ------------------- | ----- | ---------------- |
|    | Giappone (bandiera) | D     | Hiroki Shibuya   |
|    | Giappone (bandiera) | C     | Toru Yoshida     |
|    | Giappone (bandiera) | C     | Kazuo Echigo     |
|    | Giappone (bandiera) | C     | Masaaki Kanno    |
|    | Giappone (bandiera) | C     | Yoshikazu Gotō   |
|    | Giappone (bandiera) | C     | Hideki Maeda     |
|    | Giappone (bandiera) | A     | Yūsuke Minoguchi |
|    | Giappone (bandiera) | A     | Hiroshi Yoshida  |

## Risultati

### JSL Division 1

#### Girone di andata
| Iwata 25 settembre 1988 | Yamaha Motors | 2 – 0 | Furukawa Electric | Yamaha Stadium (500 spett.) |

| Akitsu 2 ottobre 1988 | Furukawa Electric | 5 – 0 | Sumitomo Metals | (1,200 spett.) |

| Tokyo 5 ottobre 1988 | Furukawa Electric | 0 – 1 | Honda Motor | Nishigaoka Stadium (500 spett.) |

| Tokyo 9 ottobre 1988 | Yomiuri | 0 – 0 | Furukawa Electric | National Stadium (11,000 spett.) |

| Tokyo 15 ottobre 1988 | Furukawa Electric | 1 – 0 | NKK | Nishigaoka Stadium (1,000 spett.) |

| Koriyama 23 ottobre 1988 | Mitsubishi HI | 0 – 0 | Furukawa Electric | (8,000 spett.) |

| Yokohama 29 ottobre 1988 | Furukawa Electric | 0 – 1 | Matsushita Electric | Mitsuzawa Stadium (1,200 spett.) |

| Hiratsuka 6 novembre 1988 | Furukawa Electric | 0 – 1 | Nissan Motors | (10,000 spett.) |

| Osaka 13 novembre 1988 | Yanmar Diesel | 0 – 1 | Furukawa Electric | Osaka Expo '70 Stadium (1,500 spett.) |

| Tokyo 20 novembre 1988 | Furukawa Electric | 0 – 1 | ANA | (4,000 spett.) |

| Tokyo 27 novembre 1988 | Fujita | 4 – 0 | Furukawa Electric | National Stadium (7,000 spett.) |

#### Girone di ritorno
| Kashima 26 febbraio 1989 | Sumitomo Metals | 1 – 3 | Furukawa Electric | (1,000 spett.) |

| Kōchi 5 marzo 1989 | Furukawa Electric | 0 – 0 | Yomiuri | (3,000 spett.) |

| Hiratsuka 12 marzo 1989 | NKK | 0 – 0 | Furukawa Electric | (3,000 spett.) |

| Ichihara 19 marzo 1989 | Furukawa Electric | 2 – 0 | Mitsubishi HI | (11,000 spett.) |

| Osaka 26 marzo 1989 | Matsushita Electric | 3 – 2 | Furukawa Electric | Nagai Stadium (2,500 spett.) |

| Komazawa 2 aprile 1989 | Nissan Motors | 0 – 1 | Furukawa Electric | (4,000 spett.) |

| Matsumoto 9 aprile 1989 | Furukawa Electric | 0 – 1 | Yanmar Diesel | (14,000 spett.) |

| Tokyo 15 aprile 1989 | ANA | 1 – 0 | Furukawa Electric | Nishigaoka Stadium (1,000 spett.) |

| Tokyo 23 aprile 1989 | Furukawa Electric | 2 – 1 | Fujita | Nishigaoka Stadium (500 spett.) |

| Hiratsuka 26 aprile 1989 | Furukawa Electric | 3 – 1 | Yamaha Motors | (3,500 spett.) |

| Hamamatsu 30 aprile 1989 | Honda Motor | 1 – 1 | Furukawa Electric | Honda Miyakoda Stadium (1,500 spett.) |

### Japan Soccer League Cup
| Kitakyushu 28 agosto 1988 | Furukawa Electric | 1 – 0 | Nippon Steel | Sayagatani Stadium (1,000 spett.) |

| Hamamatsu 3 settembre 1988 | Furukawa Electric | 2 – 3 | Toshiba | Honda Miyakoda Stadium (100 spett.) |

### Coppa dell'Imperatore
| Matsuyama 24 dicembre 1988 | Furukawa Electric | 1 – 0 | Chūō Bōhan |  |

| Matsuyama 25 dicembre 1988                   | Furukawa Electric    | 1 – 1 (d.t.s.) | Tanabe Pharma |  |
| \| \| \| \| \| \| Tiri di rigore 2 – 4 \| \| |                      |                |               |  |
|                                              |                      |                |               |  |
|                                              | Tiri di rigore 2 – 4 |                |               |  |

## Statistiche

### Statistiche di squadra
| Competizione          | Punti | Totale | Totale | Totale | Totale | Totale | Totale | DR |
| Competizione          | Punti | G      | V      | N      | P      | Gf     | Gs     | DR |
| --------------------- | ----- | ------ | ------ | ------ | ------ | ------ | ------ | -- |
| JSL Division 1        | 29    | 22     | 8      | 5      | 9      | 21     | 19     | +2 |
| JSL Cup               | -     | 2      | 1      | 0      | 1      | 3      | 3      | 0  |
| Coppa dell'Imperatore | -     | 2      | 1      | 1      | 0      | 2      | 1      | +1 |
| Totale                | -     | 26     | 10     | 6      | 10     | 26     | 23     | +3 |

### Statistiche dei giocatori
| Giocatore    | JSL Division 1 | JSL Division 1 | JSL Cup  | JSL Cup | Campionato d'Asia | Campionato d'Asia | Totale   | Totale |
| Giocatore    | Presenze       | Reti           | Presenze | Reti    | Presenze          | Reti              | Presenze | Reti   |
| ------------ | -------------- | -------------- | -------- | ------- | ----------------- | ----------------- | -------- | ------ |
| K. Echigo    | 20             | 4              | ?        | 0       | ?                 | 0                 | 20+      | 4      |
| Y. Goto      | 22             | 1              | ?        | 0       | ?                 | 0                 | 22+      | 1      |
| H. Kaneko    | 22             | 3              | ?        | 1       | ?                 | 0                 | 22+      | 4      |
| M. Kanno     | ?              | 6              | ?        | 0       | ?                 | 0                 | ?        | 6      |
| Y. Kato      | 19             | -?             | ?        | -?      | ?                 | -?                | 19+      | -?     |
| H. Maeda     | 22             | 1              | ?        | 1       | ?                 | 1                 | 22+      | 3      |
| Y. Minoguchi | 14             | 2              | ?        | 0       | ?                 | 1                 | 14+      | 3      |
| T. Okada     | 21             | 1              | ?        | 0       | ?                 | 0                 | 21+      | 1      |
| T. Sekiichi  | 3              | -?             | ?        | -?      | ?                 | -?                | 3+       | -?     |
| H. Yoshida   | 22             | 2              | ?        | 1       | ?                 | 0                 | 22+      | 3      |